# Azzurro/Una carezza in un pugno
«Azzurro/Una carezza in un pugno» (укр. «Блакить/Ласка в кулаці») — студійний альбом італійського співака та кіноактора Адріано Челентано, випущений у травні 1968 року під лейблом «Clan Celentano».

## Про альбом
У травні 1968 року Адріано Челентано на власній студії «Clan Celentano» випустив альбом «Azzurro» (з 1991 року іменувався як «Azzurro/Una carezza in un pugno»). Альбом складався з шести пісень, які вийшли які сингли у 1967 році і шести пісень 1968 року, які теж були випущені як сингли. Таким чином усі пісні, які увійшли до альбому, були випущені як сингли в різних країнах Європи.
Альбом вийшов накладом 1.000.000 копій, його музика представлена стилями поп-рок і шансон. У створенні музики до альбому брав гурт Челентано — «I Ragazzi Della Via Gluck», аранжувальник Детто Маріано, оркестри Нандо Де Луки та Іллера Паттачіні.
Альбом містить багато відомих пісень Челентано. Назвою альбом завдячує композиції «Azzurro» («Блакить») — однієї з найбільш впізнаваних і популярних в репертуарі Челентано, вона стала його своєрідною візитівкою. Музику створив Паоло Конте, а текст Віто Паллавічіні. Пісня посіла 1 позицію в італійському чарті «Топ-100» найкращих синглів 1968 року, також вона увійшла до рейтингу найкращих пісень Італії усіх часів. Текст до «Azzurro», написаний спеціально для Челентано, торкався основних тем пісень співака тих років — від кохання до екології та релігії. Другою частиною назви альбому послужила ще одна знаменита пісня Челентано, написана його племінником Джино Сантерколе — «Una carezza in un pugno» («Ласка в кулаці»), яка оповідала про любов.
У пісні «Tre passi avanti» («Три кроки вперед») Челентано виступав з різкою критикою захоплення молодих наркотиками і алкоголем. У телепередачах «Eccetera, eccetera» і «Sabato sera», перед виконанням цієї пісні, співак писав своєрідний символічний лист до гурту «The Beatles» з проханням подумати про деяких шанувальників, які, захопившись їхньою музикою, в знак протесту пішли з дому чи почали приймати наркотики. «Tre passi avanti» посіла 14 позицію в італійському чарті 1967 року, вона також випускалася окремою платівкою з піснею «Eravamo In 100.000» («Нас було 100.000»), на обкладинці якої Адріано сфотографований в перуці, зображуючи неприродність довгого волосся на чоловіках. Влітку 1967-го Челентано виконав «Tre passi avanti» на конкурсі «Кантаджіро».
Пісня Челентано «La coppia più bella del mondo» («Найгарніша пара в світі»), яку він виконав в дуеті зі своєю дружиною — Клаудією Морі, також стала однією з найвідоміших у його творчості. У пісні, на музику Конте, текст Лучано Беретти і Мікі Дель Прете, вихвалявся шлюб, подружнє життя і критикувалося розлучення. Композиція посідала 1 позицію протягом сезону 1967/68 років у чарті Італії. Також вона виконувалася Челентано у дуеті зі співачкою Міною у передачі «Sabato sera» у тому ж році.
У пісні «30 donne del west» («30 жінок заходу») Челентано також співав в дуеті з Клаудією Морі. Пісню «Più forte che puoi» («Сильніше, ніж ви») Морі виконувала сольно.
У композиції «Torno sui miei passi» («Я повернуся на ногах») Челентано згадував про минулі часи рок-н-ролу і висловлював розгубленість та незнання як підлаштуватися до нових ритмів та стилю життя. Також співак знову критикував вплив групи «The Beatles» на сучасність і зазивав повернутися назад до часів рок-н-ролу.
У пісні «Un bimbo sul leone» («Дитина на леві») був відчутний вплив руху хіпі, що зародився у той час, її можна віднести до теми про рай та руйнування людиною природи. У пісні була мрія співака про світ гармонії між тваринами і людьми.
Композиція «Buonasera signorina» («Добрий вечір синьйорина») є кавер-версією американської пісні з репертуару Луї Пріми «Buona Sera» (1956), написана Пітером Де Роузом і Карлом Сігманом. Це була нова кавер-версія, попередню Челентано вже випускав на платівках 1958 року. З твором «Canzone» («Пісня») 3 лютого 1968 року Челентано взяв участь на фестивалі «Санремо», де посів третє місце. Також ця пісня посіла 1 позицію в італійському чарті 1968 року.

## Трек-лист
LP
Сторона «A»
| #  | Назва                                          | Автор слів                       | Автор музики             | Рік  | Тривалість |
| -- | ---------------------------------------------- | -------------------------------- | ------------------------ | ---- | ---------- |
| 1. | «Una carezza in un pugno»                      | Лучано Беретта і Мікі Дель Прете | Джино Сантерколе         | 1968 | 2:56       |
| 2. | «30 donne del west (Челентано і Клаудія Морі)» | Лучано Беретта і Мікі Дель Прете | Адріано Челентано        | 1967 | 3:20       |
| 3. | «Canzone»                                      | Дон Бакі                         | Детто Маріано і Дон Бакі | 1968 | 2:40       |
| 4. | «Eravamo in 100.000»                           | Лучано Беретта і Мікі Дель Прете | Адріано Челентано        | 1967 | 2:26       |
| 5. | «Torno sui miei passi»                         | Лучано Беретта і Мікі Дель Прете | Адріано Челентано        | 1967 | 3:12       |
| 6. | «La lotta dell'amore»                          | Лучано Беретта і Мікі Дель Прете | Джино Сантерколе         | 1968 | 2:21       |

Сторона «Б»
| #     | Назва                                                      | Автор слів                       | Автор музики                | Рік  | Тривалість |
| ----- | ---------------------------------------------------------- | -------------------------------- | --------------------------- | ---- | ---------- |
| 7.    | «Azzurro»                                                  | Віто Паллавічіні                 | Паоло Конте і Мікеле Вірано | 1968 | 3:40       |
| 8.    | «Più forte che puoi (Клаудія Морі)»                        | Лучано Беретта і Мікі Дель Прете | Іко Черутті                 | 1967 | 2:48       |
| 9.    | «Tre passi avanti»                                         | Лучано Беретта і Мікі Дель Прете | Адріано Челентано           | 1967 | 3:51       |
| 10.   | «Un bimbo sul leone»                                       | Лучано Беретта і Мікі Дель Прете | Джино Сантерколе            | 1968 | 3:35       |
| 11.   | «Buonasera signorina (Buona Sera)»                         | Карл Сігман і Пітер Де Роуз      | Карл Сігман і Пітер Де Роуз | 1968 | 3:16       |
| 12.   | «La coppia più bella del mondo (Челентано і Клаудія Морі)» | Лучано Беретта і Мікі Дель Прете | Паоло Конте і Мікеле Вірано | 1967 | 3:00       |
| 37:09 |                                                            |                                  |                             |      |            |

Бонус-трек до видання на CD (1995)
| #   | Назва              | Автор слів      | Автор музики      | Рік  | Тривалість |
| --- | ------------------ | --------------- | ----------------- | ---- | ---------- |
| 13. | «L'angelo custode» | П'єро Вівареллі | Адріано Челентано | 1964 | 2:04       |

## Чарти
| Пісня                           | Рік     | Позиція |
| ------------------------------- | ------- | ------- |
| «Tre passi avanti»              | 1967    | 14      |
| «La Coppia più bella del mondo» | 1967/68 | 1       |
| «Azzurro»                       | 1968    | 1       |
| «Canzone»                       | 1968    | 1       |

## Творці альбому
- Вокал — Адріано Челентано і Клаудія Морі
- Аранжування — Детто Маріано (треки: 4, 5, 9, 12), Іллер Паттачіні (треки: 3, 10), Нандо Де Лука (треки: 1, 7),
- Музичні колективи — «I Ragazzi Della Via Gluck» (треки: 4, 5, 9, 12), «I Ribelli» (трек: 13),
- Оркестри — «Orchestra Nando De Luca» (треки: 1, 7), «Pattacini E La Sua Orchestra» (треки: 3, 10).

## Видання альбому
Спочатку альбом випускався на LP-платівках у 33 оберти лише в Італії. З 1989 року випускалося ремастоване перевидання альбому на CD. До перевидання альбому 1995 року входив бонус-трек — пісня «L'angelo custode» («Ангел-хранитель») 1964 року.

### Перелік виданнь
| Назва                                        | Лейбл                                     | Маркування                 | Країна  | Рік      |
| -------------------------------------------- | ----------------------------------------- | -------------------------- | ------- | -------- |
| Azzurro (LP, Mono)                           | Clan Celentano, Clan Celentano            | ACC/LP 40011, ACC•LP•40011 | Італія  | 1968     |
| Azzurro (CD, RE)                             | Clan Celentano, Musica, MMI (2)           | CDLSM 100020               | Італія  | 1989     |
| Azzurro/Una Carezza In Un Pugno (CD, RE, RM) | Clan Celentano                            | 9031 74436-2               | Італія  | 1991     |
| Azzurro/Una Carezza In Un Pugno (Cass, RE)   | Clan Celentano                            | 9031 74436-4               | Італія  | 1991     |
| Azzurro/Una Carezza In Un Pugno (LP, RE)     | Clan Celentano                            | 9031 74436-1               | Італія  | 1991     |
| Azzurro/Una Carezza In Un Pugno (CD, RE)     | Clan Celentano                            | SP 60792                   | Італія  | 1995     |
| Azzurro/Una Carezza In Un Pugno (CD, RE)     | Clan Celentano, BMG                       | 74321 31474 2              | Європа  | 1995     |
| Azzurro/Una Carezza In Un Pugno (CD, RE)     | Clan Celentano                            | CLN 20089                  | Італія  | 2002     |
| Azzurro/Una Carezza In Un Pugno (CD, RM)     | Clan Celentano, Arnoldo Mondadori Editore | CLN 2077-CCC               | Італія  | 2010     |
| Azzurro/Una Carezza In Un Pugno (CD, RM)     | Clan Celentano                            | CLN 2095                   | Європа  | 2011     |
| Azzurro (LP, Album, Pic, RE)                 | Clan Celentano, Universal Music Group     | CLN 2109-1                 | Італія  | 2012     |
| Azzurro/Una Carezza In Un Pugno (CD)         | Universal Music Russia                    | 4605026711440              | Росія   | 2013     |
| Azzurro/Una Carezza In Un Pugno (CD)         | Sony BMG Music Entertainment              | 4971470                    | Україна | невідомо |
| Azzurro/Una Carezza In Un Pugno (Cass, RE)   | Clan Celentano                            | 497147 4                   | Росія   | невідомо |